# Евстатий Удом
Евстатий Евстатиевич Удом (на руски: Евстафий Евстафьевич Удом} е руски офицер, генерал-лейтенант.

## Биография
Евстатий Удом е роден през 1760 г. в семейството на потомствен дворянин от Лифляндска губерния. Ориентира се към военното поприще. Бойното му кръщене е във войната с Барската конфедерация в Полша (1768 – 1772). В първо офицерско звание прапоршчик е произведен на 29 юни 1776 г. с назначение в Нашбургския пехотен полк. Служи в Сибирския гренадирски полк (1783).
Проявява се в Руско-турската война (1787 – 1791) в битките при Бандера и Мачин. Участва в потушаването на Косцюшкото въстание в Полша (1794). Награден е с орден „Свети Георги“ IV степен (1795).
В състава на Сибирския гренадирски полк участва в експедиции в Черно, Мраморно и Средиземно море (1804 – 1806).
Назначен е за почетен командир на Галицкия мускетарски полк от 13 септември 1806 г. Полка е преименуван в 38-и егерски полк през 1810 г. и с него участва в Руско-турската война от 1806 – 1812 г. Отличава се в главния удар на отряда на генерал-майор Емануил Сен-При при второто превземане на Ловеч на 31 януари 1811 г. Повишен е във военно звание генерал-майор от 28 февруари 1811 г.
В отразяването на нападението на Наполеон Бонапарт срещу Русия се проявява в битките при река Двина, Кобрин и Тюхиничи (1812).
Участва във войната на Шестата антинаполеоновска коалиция срещу Франция (1813 – 1814). Бие се храбро в Силезия и в битката при Лайпциг (1813). Награден е със златно оръжие „За храброст“. Назначен е за командир на 1-ва бригада от 9-а пехотна дивизия. Проявява се в битките при Бриен-ле-Шато, Ла-Ротер, Шалон, Суасон, Лаон, Бриен и Париж (1814). Командир на 9-а пехотна дивизия от 25 декември 1815 г. Служи в Окупационния корпус във Франция (1814 – 1818).
Повишен е във военно звание генерал-лейтенант от 12 декември 1824 г. Назначен е за командир на 20-а пехотна дивизия от 17 септември 1826 г. Военен комендант на град Рига (1827 – 1828). Умира през 1836 г. в своето имение Златопол, Подолска губерния.